# Phạm Văn Cường (cầu thủ bóng đá)
Phạm Văn Cường (sinh 19 tháng 7 năm 1990) là một cầu thủ bóng đá chuyên nghiệp người Việt Nam chơi ở vị trí thủ môn cho câu lạc bộ SHB Đà Nẵng.

## Sự nghiệp
Là một thủ môn dự bị, được trưởng thành từ lò đào tạo Quân khu 4 khi còn nhỏ. Sau 18 năm tham gia vào đội trẻ, anh được đội này tham gia đội 1 và Giải vô địch các đội bóng mạnh trong 4 năm từ 2008-2012. Hết hạn hợp đồng, anh đã quyết định rời đội bóng quê hương và vào Bình Định, tham gia đội bóng cùng tên CLB bóng đá Bình Định. Kết thúc mùa giải 2013 với kết quả không mặn mà, thủ môn người Nghệ An đã tham gia vào đội bóng số 1 V-League là Quảng Nam F.C và giúp cho đội bóng này lên đỉnh vinh quang tại một giải đấu lớn nhất Việt Nam và giúp cho đội bóng đánh bại đội bóng Sông Lam Nghệ An tại giải Siêu cúp Quốc gia 2017 trên SVĐ Hàng Đẫy, Hà Nội để giành thêm một chiếc cúp danh giá cho đội bóng một lần nữa.

## Danh hiệu
Quảng Nam
- V.League 1: 2017